# Ronald Turini
Ronald Walter Turini, né le 30 septembre 1934 à Montréal, est un pianiste canadien.

## Biographie
Ronald Turini fait ses études musicales au Conservatoire de musique de Québec. Il étudie ensuite le piano avec Isabelle Vengerova, ainsi que Vladimir Horowitz à New York.
En 1962, il fait une tournée européenne, accompagné par l'Orchestre symphonique de Montréal. Il joue avec certains des plus importants orchestres du monde et se produit dans les plus grands centres musicaux.